# 落とし穴と振り子
「落とし穴と振り子」（おとしあなとふりこ、The Pit and the Pendulum）は、エドガー・アラン・ポーの短編小説。異端審問によって捕らえられた語り手が、牢獄内の様々な仕掛けによって命をおびやかされる様を描いている。スペインでの異端審問という歴史的背景はあまり重視されない一方、この作品ではしばしば超常現象に頼って作られているポーの他の作品とは違い、感覚（特に聴覚）に焦点を当てることによって物語にリアリティを与え、読者の恐怖を煽り立てる。
1843年『ザ・ギフト』の年末・新年号に掲載され、その後わずかに手直しされた後に1845年5月の『ブロードウェイ・ジャーナル』に再掲された。

## あらすじ
舞台はトレドでの異端審問に設定されており、物語の冒頭では、語り手は自分が異端審問にかけられた経緯を語る。どのような理由で罪に問われたのかは明らかにされないが、彼は黒衣をまとった何人もの冷酷な判事の前に連れてこられ、死を宣告されたことを悟る。目の前にあった7本の蝋燭が消えるとともに気を失ったらしい彼は、気がつくと真っ暗な部屋に放り込まれていた。最初は墓の中に生き埋めにされたのではないかと恐れたが、ほどなくそこは地下牢であるらしいことがわかる。彼は暗闇の中で牢獄内を探るため、囚人服の裾を切り取り地面において目印とし、壁際にそって歩き始めるが、しかし途中で気を失ってしまう。
次に目覚めると、語り手の傍には水とパンが置かれていた。彼は食事を取ったあとに調査を再開し、結果部屋の周囲はちょうど百歩であり、また石造りかと思っていた壁もよく調べると金属製であったことがわかる（ただし部屋の周囲が百歩というのは勘違いで、次に調べた時はちょうど五十歩であった。調査を再開したとき逆向きに歩いてしまったのである）。次に彼は部屋を横切ってみようとして、囚人服の切れ端に足を取られ転倒する。しかし床に顔を打ち付けたというのに、顎より上に床の感触がなかった。部屋の中央には深い大きな穴が開いており、彼はすんでのところでその穴に落ちるところだったのだ。
睡魔に襲われた語り手が再び気を失い、また意識を取り戻すと、牢獄内にはわずかに明かりがともって周囲が見渡せるようになっていたが、しかし語り手は木の台に仰向けに縛り付けられてほとんど身動きが取れなくなっていた。語り手の頭上には「時の翁」を描いた天井画があったが、しかしよく見ると普通「時の翁」が持っているはずの大鎌がなく、その代わりに先が鎌の形になった巨大な振り子を吊るしていた。そして振り子は前後に振幅しながら、縛り付けられている語り手の心臓めがけてゆっくりと降りてきた。語り手は絶望するが、しかしとっさに思いついて、わずかに動く手を使って、食料として与えられていた肉を自分を縛り付けている革紐にこすりつけ、ネズミをたからせて食いちぎらせた。語り手が間一髪で解放されると、振り子はまた天井へと戻っていった。
しかし、まもなく彼は牢獄の壁に異常が起こっていることに気がつく。金属製の壁が高熱を帯びて、部屋の温度が耐えられないほどに熱くなってきていたのだ。さらにその壁は部屋の中央にある落とし穴に向かってどんどん迫り出してきていた。そしてほとんど足の踏み場がなくなり、語り手がもう穴に落ちるしかないのだと観念して目を閉じると、その耳に人の声が聞こえてくる。壁は後退していき、気を失って穴に落ちかかった語り手を人の腕が伸びて支えた。それはナポレオン軍のラサール将軍の手だった。フランス軍がトレドを攻略し、異端審問所は敵軍の手に落ちたのだった。

## 解題

### 時代考証
この作品は必ずしも歴史的事実に忠実に書かれていない。語り手はラサール将軍によって救出されるが、彼はトレドの占領軍にいたことはないし、また物語は半島戦争中の出来事として設定されているが、この戦争が起こっていた時期はスペインの異端審問が高まりを見せていた時期より1世紀も後で、このときには異端審問はその勢いをほとんど失っていた。またこの作品に登場する凝った拷問は、19世紀はもちろんいかなる時代のスペイン異端審問の活動とも歴史的な平行性を持っていない。
作品の冒頭にはエピグラフとしてラテン語の四行詩が掲げられており、これには「ジャコバンクラブの跡地に建設予定の市場の門柱のために作られた」されている。このエピグラフはポーの創作ではなく、このような碑銘が同地に（おそらくふざけて）設置する目的で作られていたことは、遅くとも1803年には記録されている。これはポー自身が編集していた『サザン・リテラリー・メッセンジャー』誌にも1836年に無記名のトリビア記事として紹介されていた。
ただし、同地に市場が建てられるという予定はなかったようである。ポーの作品をフランス語に訳したシャルル・ボードレールは、この地のジャコバンクラブがあった建物には門柱などはなく、従ってまた碑銘などもなかったと記している。

### 分析
「落とし穴と振り子」は、語り手に依拠した恐怖の効果という点で注目に値する作品である。作品の冒頭、すぐに語り手の持つ死への恐怖が提示され（「長引く苦悩を抱えて、私は病を、死に至る病を患ってきた」）、そのすぐ後に語り手は死を宣告され意識を失う。もっとも、この語り手の死への恐怖は読者にはいくぶん皮肉なものに映る。というのも、語り手はここで語られている出来事から生還するのだということが冒頭付近で暗示されているからだ（「黒衣を着た判事の唇は、私がいまこの文章を書き付けている紙よりも白かった」）。
この物語でとりわけ恐怖感を煽り立てているのは、超自然的あるいは幻想的な要素が排除されていることである。そしてこの物語のリアリティは、さらに語り手の五感に焦点が当てられることによって増幅する。牢獄は空気が薄く、明かりも無く、語り手は飢えと渇きに悩まされており、ネズミの群れにたかられ、高熱を帯びた壁面に追い立てられ、そして剃刀のような鋭い歯を持つ振り子によって命をおびやかされる。語り手は多くの場合、振り子の振幅する音を「hissed」（シューシューと鳴る）という言葉で表現する。ポーはこれに加えて「surcingle」（上腹帯）「cessation」（休止）「crescent」（三日月）「scimitar」（三日月刀）といった、子音に歯擦音を持つ単語を周辺にちりばめることによってさらにその効果を増幅している。
「落とし穴と振り子」は、ポーがこれ以前に書いた短編「ある苦境」のシリアスな改変であるとも考えられる。この物語では同じような「鎌」がゆっくりと、しかしここではコミカルな仕方で、語り手の首を刈り取るが、これは本作で振り子が語り手の胸にむかってゆっくり下りてくる様を思い起こさせる。
ポーを「俗悪」として批判しているウィリアム・バトラー・イェーツは、この作品について「私にはこの作品がいかなる意味でも永続的な文学上の価値を持つものとは思えなかった...この作品を分析するものは誰しも、そこに強引に神経に訴えようとする安っぽい虚仮おどしを見るだろう」と述べている。

### 着想
ポーはこの作品で、当時の恐怖小説、とりわけ『ブラックウッド・マガジン』に掲載されていた作品で確立されていた恐怖小説の形式を踏襲している（「ある苦境」は『ブラックウッドマガジン』の形式の一種のパロディである）。もっとも「落とし穴と振り子」とは違い、これらの小説で題材となるのは多くの場合、偶然の出来事や個人の復讐といったことである。ポーは非個人的な拷問という着想を、部分的にはおそらくフアン・アントニオ・ジョレンテの『スペイン異端審問の歴史』（1817年）から得ていると思われる。
ポーの「振り子」のアイディアは、ジョージ・セイルによるコーランの翻訳から着想を得たものではないかと言われている。ポーはセイルの翻訳に親しんでおり、「イズラフェル」「アル・アーラーフ」などの詩でセイル訳のコーランを参照しているほか、短編「シェヘラザーデの千二夜の物語」では作品内でセイルに言及している。セイルの翻訳には注釈も付けられており、その中では拷問と処刑の形式に言及する形で「中で炎が燃え盛っている穴に人々を投げ入れ、このことから彼は「落とし穴公」という不面目な称号を得た」とある。コーランそのものについては、スーラ85章「アル・ブルージュ」の一節に、「燃料によって燃えさかる穴を考案したものに呪いあれ...彼らは人々が偉大な全能の神を信仰したという、他ならぬそのことによって人々を苦しめたのだ」とある。
またポーはウィリアム・マッドフォードの『鉄の帷』（The Iron Shroud、1830年）からの影響を受けていると考えられている。この作品に登場する「鉄の帷」は、機械仕掛けによって徐々に人間に迫ってきて最後にはその内部で押しつぶしてしまうという処刑器具で、ポーは明らかにここから徐々に迫ってくる壁のアイディアを得ている。『鉄の帷』も『ブラックウッド・マガジン』の掲載作である。

## 翻案
- この作品は複数の映画に翻案されており、特に早いものではアンリ・デフォンテーヌ監督によるフランス映画『落とし穴と振り子』（1909年）がある。英語での最初の翻案映画は1913年のアリス・ギイ監督による『陥穽と振り子』である[18]。
- 1961年の映画『恐怖の振子』はロジャー・コーマン監督、ヴィンセント・プライス、バーバラ・スティール主演によるものだが、ポーを翻案した他のコーマン作品と同じく、この作品も原作に大幅な変更が加えられている。表題にある「落とし穴」と「振り子」は、映画の最後の10分にようやく登場するに過ぎない。
- 1983年のヤン・シュヴァンクマイエルによる15分の短編アニメ映画『振り子、落とし穴、そして希望』は、ポーのこの作品とヴィリエ・ド・リラダンの「希望」に基づいたもので、両者の忠実な再現になっている。
- 1991年にはスチュアート・ゴードン監督、ランス・ヘンリクセン主演の『ペンデュラム/悪魔のふりこ』が製作されているが、物語は1492年のスペインを舞台にしたラブストーリーになっている。
- 2006年にはレイ・ハリーハウゼンによるストップ・モーションアニメが作られた[19]。
- 2007年のナイトウィッシュのアルバム『ダーク・パッション・プレイ』には、「落とし穴と振り子」をモチーフにした歌「詩人と振り子（"The Poet and the Pendulum"）」が収録されている。メンバーのツォーマス・ホロパイネンは、これが自分の一番好きなナイトウィッシュの歌だとしている。
- 2009年にデヴィッド・デコトー監督が『落とし穴と振り子』を製作しているが、1961年の映画とおなじく、振り子は最後のシーンになってようやく登場する。この作品は大学生の集団が催眠療法の施設を訪れるが、残虐な催眠療法士によって人体実験の餌食にされる。